# تپه چشمه گل
تپه چشمه گل مربوط به سدهٔ ۶ تا ۸ ه‍.ق است و در شهرستان اشنویه، بخش مرکز ی، دهستان اشنویه شمالی، روستای چشمه علی واقع شده و این اثر در تاریخ ۲۸ شهریور ۱۳۸۶ با شمارهٔ ثبت ۱۹۶۲۸ به‌عنوان یکی از آثار ملی ایران به ثبت رسیده است.